# Élections présidentielles sous la Cinquième République dans le Val-de-Marne
Depuis l'adoption de la Constitution de la Cinquième République française en 1958, dix élections présidentielles ont eu lieu afin d'élire le président de la République, dont neuf concernent le département du Val-de-Marne, créé en 1968. Cette page présente les résultats de ces élections dans la Val-de-Marne.

## Synthèse des résultats du second tour
Jusqu'en 1981, le Val-de-Marne vote plus à gauche que la France, plaçant en particulier François Mitterrand (55,06 %) devant Valéry Giscard d'Estaing en 1974. Le département vote ensuite selon la tendance nationale. En 2017, Emmanuel Macron obtient 14 points de plus qu'au niveau national.
| année | Répartition des exprimés | Répartition des exprimés | Participation (% des inscrits) | Blancs ou nuls (% des votants) |

| 2017 | Emmanuel Macron (80,32 %) (France : 66,10 %) | Marine Le Pen (19,68 %) (France : 33,90 %) | 73,59 % (France : 77,77 %) | 1,74 % (France : 2,47 %) |

| 2012 | François Hollande (56,48 %) (France : 51,64 %) | Nicolas Sarkozy (43,52 %) (France : 48,36 %) | 77,5 % (France : 80,35 %) | 1,6 % (France : 5,82 %) |

| 2007 | Nicolas Sarkozy (49,8 %) (France : 53,06 %) | Ségolène Royal (50,2 %) (France : 46,94 %) | 85,56 % (France : 83,97 %) | 1,11 % (France : 4,20 %) |

| 2002 | Jacques Chirac (86,22 %) (France : 82,21 %) | J.-M. Le Pen (13,78 %) (France : 17,79 %) | 66,85 % (France : 79,71 %) | 2,39 % (France : 3,38 %) |

| 1995 | Jacques Chirac (52,99 %) (France : 52,64 %) | Lionel Jospin (47,01 %) (France : 47,36 %) | 75,49 % (France : 78,38 %) | 2,06 % (France : 2,81 %) |

| 1988 | François Mitterrand (55,42 %) (France : 54,02 %) | Jacques Chirac (44,58 %) (France : 45,98 % %) | 80,03 % (France : 81,35 %) | 1,96 % (France : 2,00 %) |

| 1981 | François Mitterrand (56,71 %) (France : 51,76 %) | Valéry Giscard d'Estaing (43,29 %) (France : 48,24 %) | 80,91 % (France : 81,09 %) | 1,55 % (France : 1,62 %) |

| 1974 | Valéry Giscard d'Estaing (44,94 %) (France : 50,81 %) | François Mitterrand (55,06 %) (France : 49,19 %) | 86,1 % (France : 84,23 %) | 0,62 % (France : 0,92 %) |

| 1969 | Georges Pompidou (58,95 %) (France : 58,21 %) | Alain Poher (41,05 %) (France : 41,79 %) | 80,09 % (France : 77,59 %) | 0,84 % (France : 1,29 %) |

|  | ▲ |

## Résultats détaillés par scrutin

### 2017
Le premier tour de l'élection présidentielle de 2017 voit s'affronter onze candidats. Emmanuel Macron arrive en tête devant Marine Le Pen et tous deux se qualifient pour le second tour. Néanmoins, avec François Fillon et Jean-Luc Mélenchon, les scores des quatre candidats ayant recueilli le plus de voix sont serrés (4,43 points entre le 1er et le 4e). Pour la première fois, aucun des candidats des deux partis politiques pourvoyeurs jusque-là des présidents de la Ve République, n'est présent au second tour. Celui-ci se tient le dimanche 7 mai et se solde par la victoire d'Emmanuel Macron, avec un total de 20 753 798 bulletins de vote en sa faveur, soit 66,10 % des suffrages exprimés, face à la candidate du Front national, qui recueille 33,90 %. Le scrutin est néanmoins marqué par une forte abstention et par un record de votes blancs ou nuls.
Dans la Val-de-Marne, Emmanuel Macron arrive en tête du premier tour avec 28,33 % des exprimés, suivi de Jean-Luc Mélenchon (24,53 %), François Fillon (20,21 %), Marine Le Pen (11,5 %) et Benoît Hamon (7,77 %). Au second tour, les électeurs ont voté à 80,32 % pour Emmanuel Macron contre 19,68 % pour Marine Le Pen avec un taux de participation de 73,59 % des inscrits.
|             | EM          | Emmanuel Macron       | 172 202 | 28,33 %    | 419 145 | 80,32 %    |  |  |
|             | LFi         | Jean-Luc Mélenchon    | 149 112 | 24,53 %    |         |            |  |  |
|             | LR          | François Fillon       | 122 814 | 20,21 %    |         |            |  |  |
|             | FN          | Marine Le Pen         | 69 878  | 11,5 %     | 102 673 | 19,68 %    |  |  |
|             | PS          | Benoît Hamon          | 47 228  | 7,77 %     |         |            |  |  |
|             | DlF         | Nicolas Dupont-Aignan | 26 252  | 4,32 %     |         |            |  |  |
|             | UPR         | François Asselineau   | 7 303   | 1,2 %      |         |            |  |  |
|             | NPA         | Philippe Poutou       | 5 226   | 0,86 %     |         |            |  |  |
|             | RES         | Jean Lassalle         | 3 957   | 0,65 %     |         |            |  |  |
|             | LO          | Nathalie Arthaud      | 2 749   | 0,45 %     |         |            |  |  |
|             | SeP         | Jacques Cheminade     | 1 066   | 0,18 %     |         |            |  |  |
|             |             |                       |         |            |         |            |  |  |
|             |             |                       | Nombre  | % inscrits | Nombre  | % inscrits |  |  |
| Inscrits    | Inscrits    | Inscrits              | 785 540 |            | 785 586 |            |  |  |
| Abstentions | Abstentions | Abstentions           | 164 068 | 20,89 %    | 207 455 | 26,41 %    |  |  |
| Votants     | Votants     | Votants               | 621 472 | 79,11 %    | 578 131 | 73,59 %    |  |  |
|             |             |                       |         |            |         |            |  |  |
|             |             |                       |         | % votants  |         | % votants  |  |  |
| Blancs      | Blancs      | Blancs                | 9 925   | 1,26 %     | 43 777  | 5,57 %     |  |  |
| Nuls        | Nuls        | Nuls                  | 3 760   | 0,48 %     | 12 536  | 1,6 %      |  |  |
| Exprimés    | Exprimés    | Exprimés              | 607 787 | 77,37 %    | 521 818 | 66,42 %    |  |  |

### 2012
Hollande, désigné par le PS à la suite d'une primaire ouverte, devance Sarkozy dès le premier tour de l'élection présidentielle de 2012 : c'est la première fois qu'un président sortant est ainsi devancé. Au second tour, Sarkozy est battu mais par un écart plus faible qu'attendu.
Dans la Val-de-Marne, François Hollande arrive en tête du premier tour avec 32,93 % des exprimés, suivi de Nicolas Sarkozy (26,57 %), Jean-Luc Mélenchon (14 %), Marine Le Pen (11,86 %) et François Bayrou (8,86 %). Au second tour, les électeurs ont voté à 56,48 % pour François Hollande contre 43,52 % pour Nicolas Sarkozy avec un taux de participation de 80,46 % des inscrits.
|                | PS             | François Hollande     | 192 781 | 32,93 %    | 333 347 | 56,48 %    |  |  |
|                | UMP            | Nicolas Sarkozy       | 155 552 | 26,57 %    | 256 900 | 43,52 %    |  |  |
|                | FG             | Jean-Luc Mélenchon    | 81 950  | 14 %       |         |            |  |  |
|                | FN             | Marine Le Pen         | 69 399  | 11,86 %    |         |            |  |  |
|                | MoDem          | François Bayrou       | 51 892  | 8,86 %     |         |            |  |  |
|                | EELV           | Éva Joly              | 15 392  | 2,63 %     |         |            |  |  |
|                | DLF            | Nicolas Dupont-Aignan | 9 735   | 1,66 %     |         |            |  |  |
|                | NPA            | Philippe Poutou       | 4 946   | 0,84 %     |         |            |  |  |
|                | LO             | Nathalie Arthaud      | 2 217   | 0,38 %     |         |            |  |  |
|                | S&P            | Jacques Cheminade     | 1 498   | 0,26 %     |         |            |  |  |
|                |                |                       |         |            |         |            |  |  |
|                |                |                       | Nombre  | % inscrits | Nombre  | % inscrits |  |  |
| Inscrits       | Inscrits       | Inscrits              | 767 571 |            | 767 965 |            |  |  |
| Abstentions    | Abstentions    | Abstentions           | 172 708 | 22,5 %     | 150 029 | 19,54 %    |  |  |
| Votants        | Votants        | Votants               | 594 863 | 77,5 %     | 617 936 | 80,46 %    |  |  |
|                |                |                       |         |            |         |            |  |  |
|                |                |                       |         | % votants  |         | % votants  |  |  |
| Blancs ou nuls | Blancs ou nuls | Blancs ou nuls        | 9 501   | 1,6 %      | 27 689  | 4,48 %     |  |  |
| Exprimés       | Exprimés       | Exprimés              | 585 362 | 98,4 %     | 590 247 | 98,4 %     |  |  |

### 2007
Au premier tour de l'élection présidentielle de 2007, Sarkozy réussit à capter une partie des voix de Le Pen et arrive largement en tête. Royal est la première femme qualifiée pour le second tour d'une élection présidentielle. Elle est battue avec une avance de 6 points.
Dans la Val-de-Marne, Nicolas Sarkozy arrive en tête du premier tour avec 31,82 % des exprimés, suivi de Ségolène Royal (29 %), François Bayrou (19,76 %), Jean-Marie Le Pen (7,31 %) et Olivier Besancenot (3,51 %). Au second tour, les électeurs ont voté à 49,8 % pour Nicolas Sarkozy contre 50,2 % pour Ségolène Royal avec un taux de participation de 84,55 % des inscrits.
|                | UMP            | Nicolas Sarkozy      | 200 836 | 31,82 %    | 302 513 | 49,8 %     |  |  |
|                | PS             | Ségolène Royal       | 183 058 | 29 %       | 304 978 | 50,2 %     |  |  |
|                | UDF            | François Bayrou      | 124 697 | 19,76 %    |         |            |  |  |
|                | FN             | Jean-Marie Le Pen    | 46 119  | 7,31 %     |         |            |  |  |
|                | LCR            | Olivier Besancenot   | 22 154  | 3,51 %     |         |            |  |  |
|                | GPA            | Marie-George Buffet  | 19 232  | 3,05 %     |         |            |  |  |
|                | Les Verts      | Dominique Voynet     | 10 132  | 1,61 %     |         |            |  |  |
|                | MPF            | Philippe de Villiers | 8 951   | 1,42 %     |         |            |  |  |
|                | SE             | José Bové            | 6 766   | 1,07 %     |         |            |  |  |
|                | LO             | Arlette Laguiller    | 5 875   | 0,93 %     |         |            |  |  |
|                | CPNT           | Frédéric Nihous      | 1 779   | 0,28 %     |         |            |  |  |
|                | CNRSP          | Gérard Schivardi     | 1 549   | 0,25 %     |         |            |  |  |
|                |                |                      |         |            |         |            |  |  |
|                |                |                      | Nombre  | % inscrits | Nombre  | % inscrits |  |  |
| Inscrits       | Inscrits       | Inscrits             | 745 956 |            | 746 130 |            |  |  |
| Abstentions    | Abstentions    | Abstentions          | 107 724 | 14,44 %    | 115 313 | 15,45 %    |  |  |
| Votants        | Votants        | Votants              | 638 232 | 85,56 %    | 630 817 | 84,55 %    |  |  |
|                |                |                      |         |            |         |            |  |  |
|                |                |                      |         | % votants  |         | % votants  |  |  |
| Blancs ou nuls | Blancs ou nuls | Blancs ou nuls       | 7 084   | 1,11 %     | 23 326  | 3,7 %      |  |  |
| Exprimés       | Exprimés       | Exprimés             | 631 148 | 98,89 %    | 607 491 | 96,3 %     |  |  |

### 2002
Après cinq années de cohabitation, un duel est attendu entre Chirac et le Premier ministre Jospin lors de l'élection présidentielle de 2002, mais, à la surprise générale, ce dernier est devancé par Le Pen au premier tour. Au second tour, Chirac bénéficie du ralliement de la gauche et reçoit un score sans précédent. Il s'agit de la première élection pour un mandat de cinq ans et non plus sept.
Dans la Val-de-Marne, Jacques  Chirac arrive en tête du premier tour avec 19,38 % des exprimés, suivi de Lionel  Jospin (17,16 %), Jean-Marie  Le Pen (14,34 %), François Bayrou (7,21 %) et Jean-Pierre  Chevenement (6,86 %). Au second tour, les électeurs ont voté à 86,22 % pour Jacques  Chirac contre 13,78 % pour Jean-Marie  Le Pen avec un taux de participation de 79,72 % des inscrits.
|                | RPR            | Jacques Chirac          | 85 658  | 19,38 %    | 448 375 | 86,22 %    |  |  |
|                | PS             | Lionel Jospin           | 75 838  | 17,16 %    |         |            |  |  |
|                | FN             | Jean-Marie Le Pen       | 63 397  | 14,34 %    | 71 632  | 13,78 %    |  |  |
|                | UDF            | François Bayrou         | 31 862  | 7,21 %     |         |            |  |  |
|                | MC             | Jean-Pierre Chevènement | 30 332  | 6,86 %     |         |            |  |  |
|                | Les Verts      | Noël Mamère             | 27 748  | 6,28 %     |         |            |  |  |
|                | PC             | Robert Hue              | 23 964  | 5,42 %     |         |            |  |  |
|                | DL             | Alain Madelin           | 21 640  | 4,9 %      |         |            |  |  |
|                | LO             | Arlette Laguiller       | 20 764  | 4,7 %      |         |            |  |  |
|                | PRG            | Christiane Taubira      | 18 190  | 4,11 %     |         |            |  |  |
|                | LCR            | Olivier Besancenot      | 15 854  | 3,59 %     |         |            |  |  |
|                | Cap21          | Corinne Lepage          | 8 957   | 2,03 %     |         |            |  |  |
|                | MNR            | Bruno Mégret            | 8 634   | 1,95 %     |         |            |  |  |
|                | CPNT           | Jean Saint-Josse        | 3 889   | 0,88 %     |         |            |  |  |
|                | FRS            | Christine Boutin        | 3 412   | 0,77 %     |         |            |  |  |
|                | PT             | Daniel Gluckstein       | 1 926   | 0,44 %     |         |            |  |  |
|                |                |                         |         |            |         |            |  |  |
|                |                |                         | Nombre  | % inscrits | Nombre  | % inscrits |  |  |
| Inscrits       | Inscrits       | Inscrits                | 677 517 |            | 677 572 |            |  |  |
| Abstentions    | Abstentions    | Abstentions             | 224 607 | 33,15 %    | 137 416 | 20,28 %    |  |  |
| Votants        | Votants        | Votants                 | 452 910 | 66,85 %    | 540 156 | 79,72 %    |  |  |
|                |                |                         |         |            |         |            |  |  |
|                |                |                         |         | % votants  |         | % votants  |  |  |
| Blancs ou nuls | Blancs ou nuls | Blancs ou nuls          | 10 845  | 2,39 %     | 20 149  | 3,73 %     |  |  |
| Exprimés       | Exprimés       | Exprimés                | 442 065 | 97,61 %    | 520 007 | 96,27 %    |  |  |

### 1995
Après une nouvelle cohabitation et alors que la droite est particulièrement divisée entre Chirac et le Premier ministre Balladur, Jospin réussit à arriver en tête au premier tour de l'élection présidentielle de 1995, malgré la très lourde défaite de la gauche aux législatives de 1993. Au second tour, il est battu par Chirac.
Dans la Val-de-Marne, Lionel Jospin arrive en tête du premier tour avec 23,64 % des exprimés, suivi de Jacques Chirac (23,4 %), Édouard Balladur (14,94 %), Jean-Marie Le Pen (13,33 %) et Robert Hue (12,59 %). Au second tour, les électeurs ont voté à 52,99 % pour Jacques Chirac contre 47,01 % pour Lionel Jospin avec un taux de participation de 78,38 % des inscrits.
|                | PS             | Lionel Jospin        | 121 042 | 23,64 %    | 240 906 | 47,01 %    |  |  |
|                | RPR            | Jacques Chirac       | 119 796 | 23,4 %     | 271 531 | 52,99 %    |  |  |
|                | RPR            | Édouard Balladur     | 76 488  | 14,94 %    |         |            |  |  |
|                | FN             | Jean-Marie Le Pen    | 68 252  | 13,33 %    |         |            |  |  |
|                | PC             | Robert Hue           | 64 483  | 12,59 %    |         |            |  |  |
|                | LO             | Arlette Laguiller    | 26 880  | 5,25 %     |         |            |  |  |
|                | Les Verts      | Dominique Voynet     | 17 631  | 3,44 %     |         |            |  |  |
|                | MPF            | Philippe de Villiers | 16 377  | 3,2 %      |         |            |  |  |
|                | S&P            | Jacques Cheminade    | 1 092   | 0,21 %     |         |            |  |  |
|                |                |                      |         |            |         |            |  |  |
|                |                |                      | Nombre  | % inscrits | Nombre  | % inscrits |  |  |
| Inscrits       | Inscrits       | Inscrits             | 692 561 |            | 692 407 |            |  |  |
| Abstentions    | Abstentions    | Abstentions          | 169 752 | 24,51 %    | 149 678 | 21,62 %    |  |  |
| Votants        | Votants        | Votants              | 522 809 | 75,49 %    | 542 729 | 78,38 %    |  |  |
|                |                |                      |         |            |         |            |  |  |
|                |                |                      |         | % votants  |         | % votants  |  |  |
| Blancs ou nuls | Blancs ou nuls | Blancs ou nuls       | 10 768  | 2,06 %     | 30 292  | 5,58 %     |  |  |
| Exprimés       | Exprimés       | Exprimés             | 512 041 | 97,94 %    | 512 437 | 94,42 %    |  |  |

### 1988
Après deux ans de cohabitation, Mitterrand affronte le Premier ministre Chirac lors de l'élection présidentielle de 1988. Le Pen obtient au premier tour un score jusque-là sans précédent pour un parti d'extrême droite. Au second tour, Mitterrand est facilement réélu.
Dans la Val-de-Marne, François Mitterrand arrive en tête du premier tour avec 31,46 % des exprimés, suivi de Jacques Chirac (19,38 %), Jean-Marie Le Pen (15,65 %), Raymond Barre (14,03 %) et André Lajoinie (10,95 %). Au second tour, les électeurs ont voté à 55,42 % pour François Mitterrand contre 44,58 % pour Jacques Chirac avec un taux de participation de 81,77 % des inscrits.
|                | PS                    | François Mitterrand | 172 814 | 31,46 %    | 304 475 | 55,42 %    |  |  |
|                | RPR                   | Jacques Chirac      | 106 428 | 19,38 %    | 244 943 | 44,58 %    |  |  |
|                | FN                    | Jean-Marie Le Pen   | 85 940  | 15,65 %    |         |            |  |  |
|                | SE                    | Raymond Barre       | 77 060  | 14,03 %    |         |            |  |  |
|                | PC                    | André Lajoinie      | 60 123  | 10,95 %    |         |            |  |  |
|                | Les Verts             | Antoine Waechter    | 20 882  | 3,8 %      |         |            |  |  |
|                | Communiste rénovateur | Pierre Juquin       | 14 763  | 2,69 %     |         |            |  |  |
|                | LO                    | Arlette Laguiller   | 8 976   | 1,63 %     |         |            |  |  |
|                | MPT                   | Pierre Boussel      | 2 317   | 0,42 %     |         |            |  |  |
|                |                       |                     |         |            |         |            |  |  |
|                |                       |                     | Nombre  | % inscrits | Nombre  | % inscrits |  |  |
| Inscrits       | Inscrits              | Inscrits            | 700 106 |            | 699 619 |            |  |  |
| Abstentions    | Abstentions           | Abstentions         | 139 819 | 19,97 %    | 127 522 | 18,23 %    |  |  |
| Votants        | Votants               | Votants             | 560 287 | 80,03 %    | 572 097 | 81,77 %    |  |  |
|                |                       |                     |         |            |         |            |  |  |
|                |                       |                     |         | % votants  |         | % votants  |  |  |
| Blancs ou nuls | Blancs ou nuls        | Blancs ou nuls      | 10 984  | 1,96 %     | 22 679  | 3,96 %     |  |  |
| Exprimés       | Exprimés              | Exprimés            | 549 303 | 98,04 %    | 549 418 | 96,04 %    |  |  |

### 1981
Lors de l'élection présidentielle de 1981, Giscard d'Estaing arrive en tête au premier tour et affronte, comme la fois précédente, Mitterrand. Pour la première fois, un président sortant est battu : Mitterrand devient le premier président de gauche de la Ve République.
Dans la Val-de-Marne, François Mitterrand arrive en tête du premier tour avec 24,65 % des exprimés, suivi de Valéry Giscard d'Estaing (21,83 %), Georges Marchais (21,37 %), Jacques Chirac (18,15 %) et Brice Lalonde (4,73 %). Au second tour, les électeurs ont voté à 55,06 % pour François Mitterrand contre 43,29 % pour Valéry Giscard d'Estaing avec un taux de participation de 84,06 % des inscrits.
|                | PS             | François Mitterrand      | 140 645 | 24,65 %    | 329 901 | 56,71 %    |  |  |
|                | UDF            | Valéry Giscard d'Estaing | 124 553 | 21,83 %    | 251 803 | 43,29 %    |  |  |
|                | PC             | Georges Marchais         | 121 964 | 21,37 %    |         |            |  |  |
|                | RPR            | Jacques Chirac           | 103 583 | 18,15 %    |         |            |  |  |
|                | MEP            | Brice Lalonde            | 26 963  | 4,73 %     |         |            |  |  |
|                | MRG            | Michel Crépeau           | 14 317  | 2,51 %     |         |            |  |  |
|                | LO             | Arlette Laguiller        | 12 285  | 2,15 %     |         |            |  |  |
|                | Divers droite  | Michel Debré             | 9 125   | 1,6 %      |         |            |  |  |
|                | Divers droite  | Marie-France Garaud      | 8 932   | 1,57 %     |         |            |  |  |
|                | PSU            | Huguette Bouchardeau     | 8 273   | 1,45 %     |         |            |  |  |
|                |                |                          |         |            |         |            |  |  |
|                |                |                          | Nombre  | % inscrits | Nombre  | % inscrits |  |  |
| Inscrits       | Inscrits       | Inscrits                 | 716 445 |            | 716 410 |            |  |  |
| Abstentions    | Abstentions    | Abstentions              | 136 797 | 19,09 %    | 114 227 | 15,94 %    |  |  |
| Votants        | Votants        | Votants                  | 579 648 | 80,91 %    | 602 183 | 84,06 %    |  |  |
|                |                |                          |         |            |         |            |  |  |
|                |                |                          |         | % votants  |         | % votants  |  |  |
| Blancs ou nuls | Blancs ou nuls | Blancs ou nuls           | 9 008   | 1,55 %     | 20 479  | 3,4 %      |  |  |
| Exprimés       | Exprimés       | Exprimés                 | 570 640 | 98,45 %    | 581 704 | 96,6 %     |  |  |

### 1974
L'élection présidentielle de 1974 est une élection anticipée à la suite de la mort de Pompidou. Mitterrand, candidat unique de la gauche, est largement en tête au premier tour devant Giscard d'Estaing, qui distance lui-même Chaban-Delmas. Au terme d'une campagne animée, marquée par un débat télévisé tendu, Giscard d'Estaing l'emporte avec une très courte avance.
Dans la Val-de-Marne, François Mitterrand arrive en tête du premier tour avec 49,02 % des exprimés, suivi de Valéry Giscard d'Estaing (30,08 %), Jacques Chaban-Delmas (12,08 %), Jean Royer (2,63 %) et René Dumont (2,07 %). Au second tour, les électeurs ont voté à 55,06 % pour François Mitterrand contre 44,94 % pour Valéry Giscard d'Estaing avec un taux de participation de 88,36 % des inscrits.
|                | PS             | François Mitterrand      | 256 470 | 49,02 %    | 293 396 | 55,06 %    |  |  |
|                | RI             | Valéry Giscard d'Estaing | 157 370 | 30,08 %    | 239 465 | 44,94 %    |  |  |
|                | UDR            | Jacques Chaban-Delmas    | 63 221  | 12,08 %    |         |            |  |  |
|                | SE             | Jean Royer               | 13 748  | 2,63 %     |         |            |  |  |
|                | SE, écologiste | René Dumont              | 10 813  | 2,07 %     |         |            |  |  |
|                | LO             | Arlette Laguiller        | 9 926   | 1,9 %      |         |            |  |  |
|                | FN             | Jean-Marie Le Pen        | 4 162   | 0,8 %      |         |            |  |  |
|                | MDSF           | Émile Muller             | 3 357   | 0,64 %     |         |            |  |  |
|                | FCR            | Alain Krivine            | 2 165   | 0,41 %     |         |            |  |  |
|                | MFE            | Jean-Claude Sebag        | 882     | 0,17 %     |         |            |  |  |
|                | NAR            | Bertrand Renouvin        | 819     | 0,16 %     |         |            |  |  |
|                |                |                          |         |            |         |            |  |  |
|                |                |                          | Nombre  | % inscrits | Nombre  | % inscrits |  |  |
| Inscrits       | Inscrits       | Inscrits                 | 611 444 |            | 611 460 |            |  |  |
| Abstentions    | Abstentions    | Abstentions              | 84 989  | 13,9 %     | 71 171  | 11,64 %    |  |  |
| Votants        | Votants        | Votants                  | 526 455 | 86,1 %     | 540 289 | 88,36 %    |  |  |
|                |                |                          |         |            |         |            |  |  |
|                |                |                          |         | % votants  |         | % votants  |  |  |
| Blancs ou nuls | Blancs ou nuls | Blancs ou nuls           | 3 253   | 0,62 %     | 7 428   | 1,37 %     |  |  |
| Exprimés       | Exprimés       | Exprimés                 | 523 202 | 99,38 %    | 532 861 | 98,63 %    |  |  |

### 1969
L'élection présidentielle de 1969 est une élection anticipée à la suite de la démission de De Gaulle. La gauche se lance désunie dans la course et, bien que Duclos (PCF) manque de le devancer, c'est le président par intérim Poher qui accède au second tour face à l'ex-Premier ministre Pompidou. Alors que Duclos refuse d'appeler à voter au second tour pour « bonnet blanc ou blanc bonnet », Pompidou est finalement largement élu.
Dans la Val-de-Marne, Georges Pompidou arrive en tête du premier tour avec 38,49 % des exprimés, suivi de Jacques Duclos (30,4 %), Alain Poher (19,78 %), Gaston Defferre (4,55 %) et Michel Rocard (4,53 %). Au second tour, les électeurs ont voté à 58,95 % pour Georges Pompidou contre 41,05 % pour Alain Poher avec un taux de participation de 57,35 % des inscrits.
|                | UDR            | Georges Pompidou | 182 007 | 38,49 %    | 187 320 | 58,95 %    |  |  |
|                | PC             | Jacques Duclos   | 143 743 | 30,4 %     |         |            |  |  |
|                | CD             | Alain Poher      | 93 558  | 19,78 %    | 130 421 | 41,05 %    |  |  |
|                | SFIO           | Gaston Defferre  | 21 525  | 4,55 %     |         |            |  |  |
|                | PSU            | Michel Rocard    | 21 418  | 4,53 %     |         |            |  |  |
|                | LC             | Alain Krivine    | 5 803   | 1,23 %     |         |            |  |  |
|                | SE             | Louis Ducatel    | 4 835   | 1,02 %     |         |            |  |  |
|                |                |                  |         |            |         |            |  |  |
|                |                |                  | Nombre  | % inscrits | Nombre  | % inscrits |  |  |
| Inscrits       | Inscrits       | Inscrits         | 595 435 |            | 595 311 |            |  |  |
| Abstentions    | Abstentions    | Abstentions      | 118 548 | 19,91 %    | 253 914 | 42,65 %    |  |  |
| Votants        | Votants        | Votants          | 476 887 | 80,09 %    | 341 397 | 57,35 %    |  |  |
|                |                |                  |         |            |         |            |  |  |
|                |                |                  |         | % votants  |         | % votants  |  |  |
| Blancs ou nuls | Blancs ou nuls | Blancs ou nuls   | 3 998   | 0,84 %     | 23 656  | 6,93 %     |  |  |
| Exprimés       | Exprimés       | Exprimés         | 472 889 | 99,16 %    | 317 741 | 93,07 %    |  |  |